# John January
John Hartnett January (Ferguson, Missouri, 6 de març de 1882 - Saint Louis, 1 de desembre de 1917) va ser un futbolista estatunidenc que va competir a primers del segle xx. El 1904 va prendre part en els Jocs Olímpics de Saint Louis, on guanyà la medalla de plata en la competició de futbol com a membre del Christian Brothers College. Els seus germans Charles January i Tom January també van prendre part en els Jocs i guanyaren aquesta mateixa medalla.